# لیشتنفلز، هسن
شهر لیشتنفلز، هسن (به آلمانی: Lichtenfels, Hesse) در ایالت هسن در کشور آلمان واقع شده‌است.